# Lei policêntrica
Lei policêntrica é uma conjuntura legal em que provedores de sistemas jurídicos competem ou se sobrepõe em uma determinada jurisdição, ao contrário de um sistema legal monopolista de lei estatuária, em que há um único provedor de legislação em uma determinada jurisdição.

## História
Tom W. Bell, professor de direito da Universidade de Chapman, escreveu Polycentric Law in the New Millennium, vencedor do prêmio da Sociedade Mont Pèlerin de 1998, além de outros ensaios sobre lei policêntrica quando estudante de direito na Universidade de Chicago. Neles, Bell observa que o termo "lei não-monopolística" já era utilizado por outros autores para se referir a sistemas de lei policêntrica. Ele remarca a existência de sistemas de direito consuetudinário antes da formação do Estado, como descrito por Friedrich Hayek, Bruce L. Benson, e David D. Friedman. Ele menciona o direito consuetudinário anglo-saxão, o direito canônico, a lex mercatoria, entre outros, como exemplos de lei policêntrica. Ademais, observa que a lei estatuária e a consuetudinária co-existiram ao longo da história, tal como o direito romano se aplicava aos cidadãos do império romano ao mesmo tempo em que sistemas jurídicos dos habitantes nativos das terras do império eram permitidos aos mesmos.
De 1992 a 1995, a Universidade de Helsinki promoveu um projeto de pesquisa intitulado Lei Policêntrica e liderado por Lars D. Eriksson, a fim de explorar a viabilidade do sistema e aspectos inadequados dos sistemas legais atuais. O projeto sediou duas conferências internacionais. O livro Polycentricity: The Multiple Scenes of Law, de 1998, editado por Ari Hirvonen, reúne artigos escritos por pesquisadores envolvidos no trabalho.

### Uso do termo
O professor Randy Barnett, que originalmente utilizava o termo "lei não-monopolística", passou a utilizar o termo "ordem legal policêntrica" no livro The Structure of Liberty: Justice and the Rule of Law.
Bruce L. Benson também utiliza o termo, escrevendo em uma publicação de 2007 do Instituto Cato: "Um sistema de lei policêntrica parece ser ter muito mais chances de gerar jurisdições de tamanho eficiente para as várias comunidades envolvidas—muitas possivelmente menores que a maioria das nações, com outras englobando as diversas jurisdições políticas atuais (como faz a lex mercatoria internacional nos dias de hoje)."
John K. Palchak e Stanley T. Leung, em No State Required? A Critical Review of the Polycentric Legal Order, criticam o conceito.
O acadêmico de direito Gary Chartier, no livro "Anarchy and Legal Order", elabora e defende a ideia de lei sem um Estado.